# Общество (телесериал)
«Общество» (англ. The Society) — американский веб-телесериал, созданный Кристофером Кайзером, премьера которого состоялась 10 мая 2019 года на стриминговом сервисе Netflix.
Хотя 9 июля 2019 года Netflix продлил телесериал на второй сезон, который должен был выйти в конце 2020 года, из-за начавшейся пандемии COVID-19 съёмки второго сезона были отменены, а 21 августа 2020 года Netflix официально объявили о закрытии сериала.

## Сюжет
Что будет, если однажды вы проснётесь и поймёте, что из вашего городка куда-то исчезли все взрослые? Именно такой удивительный феномен случается с группой подростков, большинство которых родились в богатых и влиятельных семьях. По какой-то таинственной причине выбраться из населённого пункта не представляется возможным, поэтому ошарашенным ребятам приходится налаживать быт самостоятельно. В попытках разобраться с происходящим, главные герои сталкиваются с жестокостью, предательством и ложью. В городке разворачивается отчаянная борьба за власть между разными группами молодых людей, которая переходит в стычки, насилие и даже жестокие убийства. Элли — лидер одной из подростковых групп, берёт на себя полную ответственность за ситуацию в середине своего коллектива. Она не только собирается разобраться в таинственном исчезновении и уберечь друзей от проблем, но и пытается найти способ вернуться в реальную жизнь, где их ждут родители.

## Актёры и роли

### Главные роли
- Кэтрин Ньютон — Элли Прессман
- Рейчел Келлер — Кассандра Прессман
- Жак Колимон — Уилл Леклер
- Алекс Фитцалан — Гарри Бингхэм
- Тоби Уоллес — Кэмпбелл Элиот
- Шон Берди — Сэм Элиот
- Наташа Лю Бордиццо — Хелена
- Гидеон Адлон — Бекка Гелб
- Оливия Дейонг — Эль Томкинс
- Кристин Фросет — Келли Олдрич
- Хосе Джулиан — Горди
- Джек Малхерн — Гарет «Гризз» Виззер
- Александр Макниколл — Люк
- Салена Кюреши — Бин

### Второстепенные роли
- Эмилио Гарсия-Санчес — Джейсон
- Спенсер Хаус — Кларк
- Наоми Оливер — Оливия
- Оливия Никканен — Гвен
- Грейс Виктория Кокс — Лекси
- Бенджамин Брёлт — Блейк
- Келли Голден — Марни
- Киара Пичардо — Мэдисон Руссо
- Матисс Роуз — Джессика
- Мэделин Логан — Гретхен
- Сет Мериуэзер — Грег Дьюи
- Райан Дойл — долговязый мальчик
- Хлоя Левин — Эмили
- Данте Родригес — Зейн

## Сезоны
| Сезон | Сезон | Эпизоды | Оригинальная дата показа | Оригинальная дата показа |
| Сезон | Сезон | Эпизоды | Премьера сезона          | Финал сезона             |
| ----- | ----- | ------- | ------------------------ | ------------------------ |
|       | 1     | 10      | 10 мая 2019              | 10 мая 2019              |

## Список эпизодов

### 1 сезон (2019)
| № | Название                                                          | Режиссёр          | Автор сценария                | Дата премьеры |
| --- | ----------------------------------------------------------------- | ----------------- | ----------------------------- | ------------- |
| 1 | «What Happened» «Что произошло?»                                  | Марк Уэбб         | Кристофер Кайзер              | 10 мая 2019   |
| Отправившись в учебную поездку, ученики средней школы Вест Хэма возвращаются домой, и с удивлением обнаруживают свой, совершенно пустой город. Позднее выясняется, что из города загадочным образом исчезли все взрослые. Подростки пытаются выяснить, что же случилось на самом деле, и начинают адаптироваться к новым реалиям жизни. |                                                                   |                   |                               |               |
| 2 | «Our Town» «Наш город»                                            | Марк Уэбб         | Кристофер Кайзер              | 10 мая 2019   |
| Кассандра и её друзья готовятся к самостоятельной жизни в опустевшем городе, в то время как компания Гарри просто хочет повеселиться. Сэм и Бекка совершают открытие. Происходит солнечное затмение. Горди предполагает, что они находятся в параллельной вселенной. Элли и Уилл проводят инвентаризацию доступной еды. Сэм и Бекка ищут информацию в мэрии, чтобы понять, что с ними произошло. Горди исследует сердечное заболевание Кассандры. Сэм находит запись о том, что некая организация запросила 1,5 миллиона долларов за устранение неприятного запаха в городе, а его отец и дядя отказались платить, это произошло за день до того, как ребят увезли на автобусах; Кэмпбелл убеждает Сэма уничтожить эту информацию. Бекка понимает, что беременна. Кэмпбелл и Эль вместе употребляют кокаин и напиваются. Во время шторма происходят перебои с электричеством, из-за этого на улицах города начинают происходить беспорядки. |                                                                   |                   |                               |               |
| 3 | «Childhood's End» «Детство закончилось»                           | Тара Николь Уэйр  | Рейчел Сидни Олтер            | 10 мая 2019   |
| 4 | «Drop by Drop» «Капля за каплей»                                  | Стейси Пассон     | Эмили Бенсингер               | 10 мая 2019   |
| 5 | «Putting On The Clothes» «Надевая одежду»                         | Хайфаа Аль-Мансур | Анна Фишко и Кристофер Кайзер | 10 мая 2019   |
| 6 | «Like A F-ing God Or Something» «Будто чёртов бог или кто-то ещё» | Меган Гриффитс    | Анна Фишко и Кристофер Кайзер | 10 мая 2019   |
| 7 | «Allie's Rules» «Правила Элли»                                    | Патрисия Кардосо  | Ву Нгуен                      | 10 мая 2019   |
| 8 | «Poison» «Яд»                                                     | Рич Ли            | Мейл Мелой                    | 10 мая 2019   |
| 9 | «New Names» «Новые имена»                                         | Бретт Саймон      | Анна Фишко                    | 10 мая 2019   |
| 10 | «How It Happens» «Как это произошло?»                             | Марк Уэбб         | Кристофер Кайзер              | 10 мая 2019   |

## Создание сериала

### Разработка
В 2013 году Кристофер Кайзер и Марк Уэбб передали сериал кабельной сети Showtime, но она решила не показывать сериал. 24 июля 2018 года Netflix купил права на сериал, созданный Кайзером, который является автором сценария и продюсером проекта.

### Съёмки
Первый сезон сериала снимался с сентября по ноябрь 2018 года в Ланкастере, штат Массачусетс, США.